# Colada morada

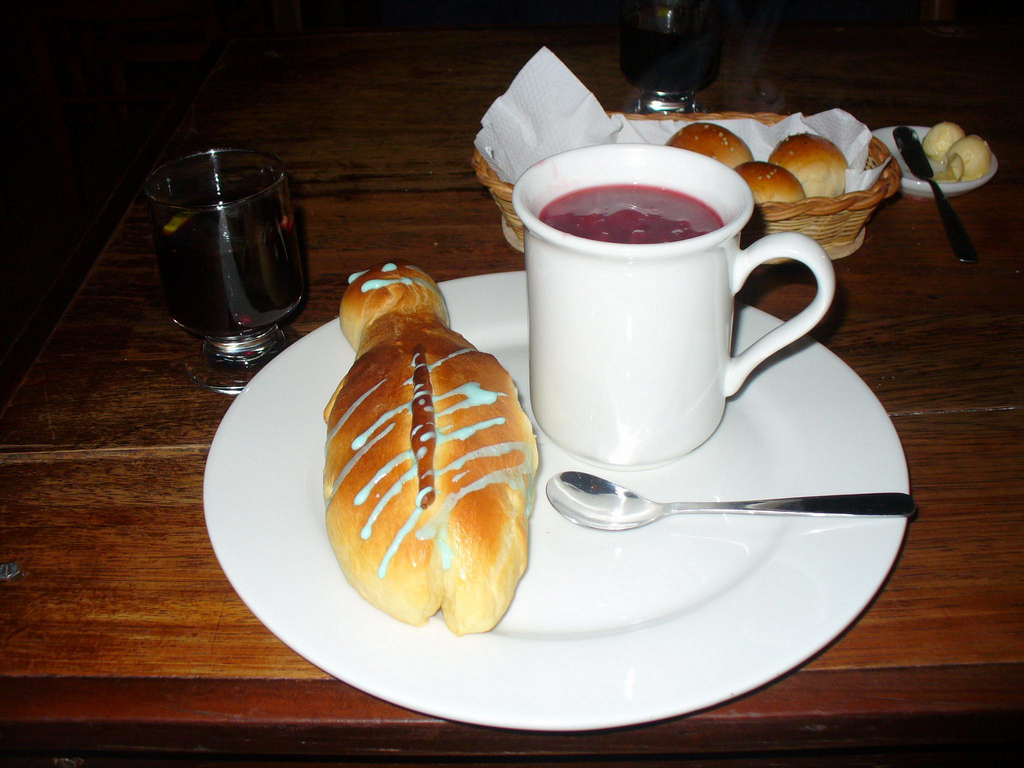
Colada Morada (derecha) servida junto una guagua de pan (izquierda).

La colada morada es una bebida que contiene hasta 25 ingredientes y que se prepara a base de mora y mortiño, junto con otras frutas, formando un líquido morado y espeso gracias a la fécula de maíz. Se lo sirve tradicionalmente en las celebraciones del Día de los Difuntos en Ecuador, junto a las «guaguas de pan». Es la bebida con mayor consenso cultural dentro de la gastronomía ecuatoriana.

## Historia
Esta bebida es consumida tradicionalmente el 2 de noviembre, día de los fieles difuntos o «día de los muertos», junto con las llamadas guaguas de pan (pan usualmente de sabor no ordinario y de diversos rellenos que tiene forma de muñeca, de ahí el nombre) que son representaciones de los muertos envueltos en una cobija.
La bebida nació en la época incaica con la ceremonia Aya Marcay Quilla, que significa «mes de "cargar" a los muertos», en el pueblo quitu.
El origen de esta bebida se remonta a la época precolombina, donde los pueblos ancestrales relacionaban a la cosecha y siembra como sinónimos de la vida y la muerte. Ha sido identificada como un híbrido entre la cultura indígena y la española. Los indígenas provenientes de la serranía ecuatoriana celebraban la época de lluvia y a su vez rendían culto a sus parientes que habían fallecido; la bebida se preparaba con el maíz morado molido y la sangre de las llamas, con el nombre de «sanco». Después de ser colonizados por los españoles, la tradición fue adoptada por los mismos y la transformaron en una ofrenda religiosa, también con su llegada, trajeron productos como el trigo, con este producto como base, se crearon las guaguas de pan que ahora conocemos, y las mismas suplantaron a las tortillas de zapallo cocidas al tiesto que era lo que comúnmente comían los indígenas en esta celebraciones. Se empezó a denominar como «colada» a la «mazamorra morada», probablemente porque después de cocida, se cierne la harina de maíz en cedazos.
Aunque la tradición es comerlo el Día de los Difuntos, su consumo se comercializa normalmente en el mes de octubre y noviembre.

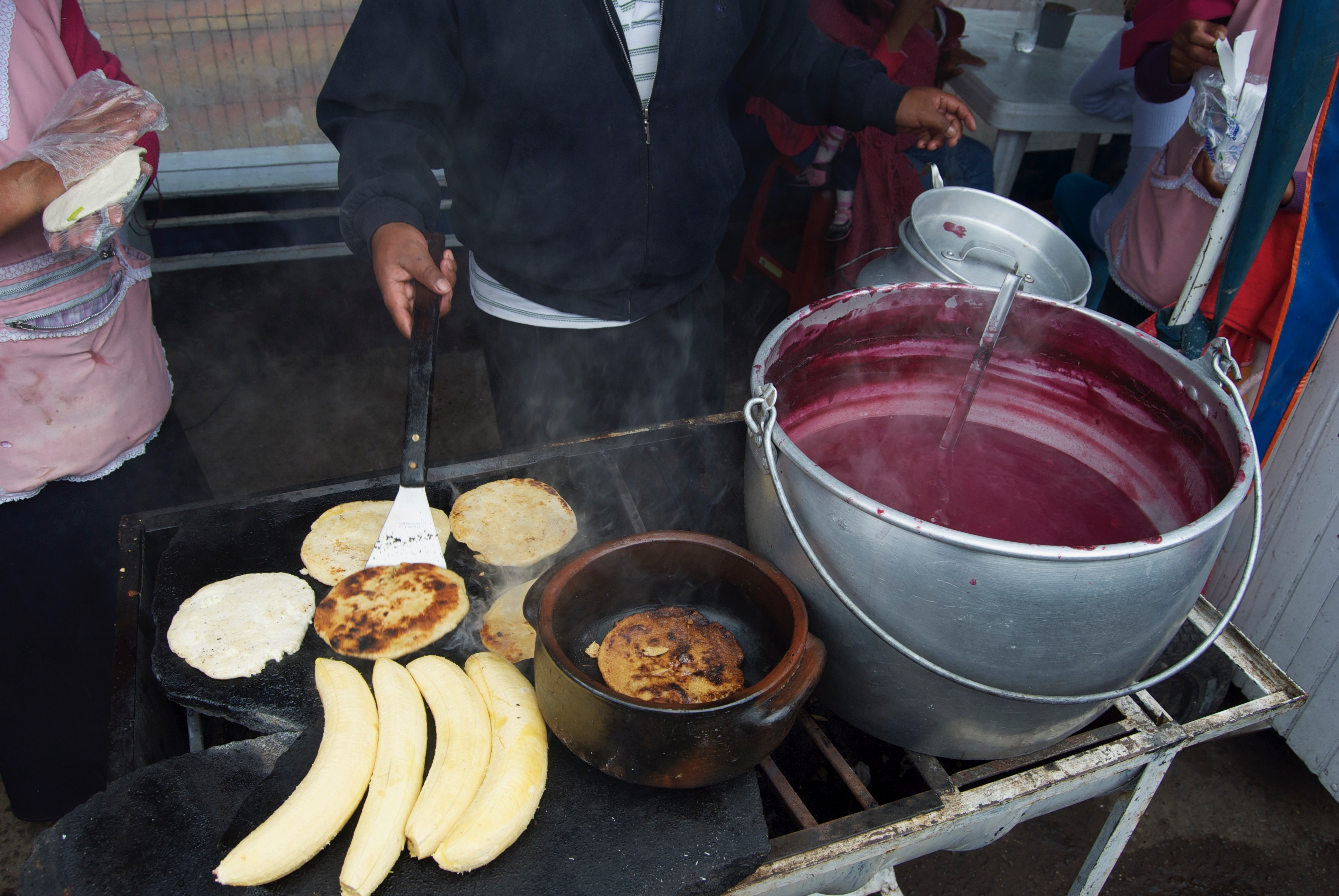
Preparación de la Colada Morada en olla de acero

### Ingredientes
La colada morada principalmente se prepara con harina de maíz morada, la cual le da su consistencia espesa y acentúa el color que le da nombre a esta bebida. Algunas personas, en lugar de harina de maíz, usan almidón de maíz (maicena), frutas como la naranjilla, piña, frutilla, babaco, guayaba, mora o mortiño (arándano silvestre del páramo andino). También lleva una serie de hierbas aromáticas y cortezas, como la canela, clavo de olor, ishpingo, pimienta dulce, la hoja de naranja, hierba luisa, cedrón, entre otras; para endulzarle se utiliza azúcar o panela.